# KJ-500
KJ-500 (Chinese: 空警-500; pinyin: Kōngjǐng Wǔbǎi; literally: "Airwarn-500")은  중화인민공화국의 조기경보기다.

## 특징
Y-9 중형 수송기의 기체를 기반으로 개발한 조기경보기로, 4대의 WJ-6C 터보프롭엔진을 장착했다.

### 제원
- 길이 36m
- 날개 너비 : 40m
- 높이 : 11m
- 공허 중량 : 39t
- 적재 중량 : 25t
- 최대이륙중량 : 77t
- 승무원 : 3명-4명
- 순항 속도 : 650km/h (8,000미터 고도에서)

## 보유국
- 중화인민공화국 20대 이상
- 파키스탄

## 같이 보기
- KJ-2000
- 조기경보기
- 보잉 737 AEW&C